# Achaeops
Achaeops là một chi bướm đêm thuộc họ Erebidae.

## Các loài
- Achaeops esperanza (Schaus, 1911)